# Barney Clark
Barney Ivan S. Clark (Londra, 25 giugno 1993) è un attore britannico, famoso per aver recitato nel ruolo di protagonista nel film Oliver Twist del 2005.

## Biografia
Di padre inglese e madre australiana, Barney Clark possiede due nazionalità. 
La sua passione per la recitazione inizia quando, a tre anni, gli fu regalato un teatro di marionette, dove Barney si divertiva a creare spettacoli per la famiglia e gli amici. Inizia a recitare nella scuola di recitazione Anna Scher Theatre e nel 2001 appare nel film Lawless Heart.
Successivamente, nel 2005, prende parte al film Oliver Twist, diretto da Roman Polański, nel ruolo di protagonista.

## Filmografia
- Lawless Heart (2001)
- Foyle's War - serie TV, episodio War Games (2003)
- The Brief - serie TV (3 episodi, 2004)
- Oliver Twist (2005)
- Moog - cortometraggio (2007)
- Savage Grace (2007)
- Doctors - serie TV, episodio Ready or Not? (2008)